# Timothy Balme
Guy Timothy Balme (Wellington, 18 gennaio 1967) è un attore e sceneggiatore neozelandese.

Timothy Balme in Splatters - Gli schizzacervelli (1992)

È conosciuto in particolare per la sua partecipazione alla soap opera Shortland Street e la Misericordia di picco, così come nei ruoli da protagonista come nel film horror Splatters - Gli schizzacervelli e Jack Brown Genius. È attualmente uno scrittore e attore nella serie televisiva The Johnsons Onnipotente.

## Biografia
Balme è sposato dal 1994 con l'attrice Katie Wolfe, con la quale ha due figli, la figlia di Edie (2001) e il figlio Nikau (2006). Balme ha anche un figlio, Sam (1987) da una precedente relazione. Gli piace la musica corale per aiutarlo a rilassarsi.

## Carriera
Balme si è laureato presso la Toi Whakaari nel 1989, e il suo primo ruolo da protagonista è stato quello di Splatters - Gli schizzacervelli nel 1992. Balme e sua moglie, insieme a Simon Bennett e Robyn Malcolm, ha fondato la New Zealand Actor's Company, che ha funzionato per tre produzioni, prima di essere sciolta. Balme ha scritto anche il cortometraggio Redenzione, diretto da sua moglie, che è stata selezionata come parte del cortometraggio line-up al Sundance Film Festival per il 2011.
Balme è anche l'attuale capo dello sviluppo di South Pacific Pictures.

## Filmografia
- Shark in the Park (nell'episodio Distrazioni) (1990)
- Via ridendo (serie TV) (1991)
- Splatters - Gli schizzacervelli (1992)
- Marlin Bay (1 episodio) (1993)
- Tin Box (1994)
- Last Tatoo (1994)
- La Vie en rose (cortometraggio) (1994)
- Ercole negli inferi (film-TV) (1994)
- Shortland Street (serie TV) (1994)
- Coverstory (1 episodio) (1995)
- Pianeta Uomo (cortometraggio) (1996)
- A capofitto (cortometraggio) (1996)
- Jack Brown Genius (1996)
- Via Satellite (1998)
- La leggenda di Guglielmo Tell (nell'episodio Combat) (1998)
- Greenstone (serie TV) (1998)
- Dacci un indizio (1 episodio) (1999)
- Misericordia di picco (27 episodi) (2001-2002)
- The Vector File (2002) (film-TV)
- For Good(2003)
- Inganno (film-TV) (2004)
- Non solo, ma sempre (film-TV) (2004)
- Detectives PET (nell'episodio Time After Time) (2004)
- Detectives PET (nell'episodio Il maestro della scienza) (2005)
- Maddigan's Quest (13 episodi) (2006)
- The Tattooist (2007)
- No Reason (2010)
- Una fortuna sfacciata (2 episodi) (2010)
- Johnsons l'Onnipotente (serie TV) (2011)

## Doppiatori italiani
- Carlo Cosolo in Splatters - Gli schizzacervelli